# Dračí jezero
Dračí jezero (německy Drachensee) je umělá vodní nádrž na řece Chamb. Nachází se u německého příhraničního města Furth im Wald v severovýchodním Bavorsku na jižním úpatí hory Dieberg. Základní kámen byl položen 23. července 2003, slavnostně pak byla nádrž otevřena 29. května 2009. Součástí je umělý řetězec ostrovů spojených plovoucím molem, které rozdělují jezero na rekreační a ekologickou zónu, a vodní elektrárna.